# Better Living Through Chemistry (película)
Better Living Through Chemistry (La fórmula de la felicidad en España, Se vive mejor con la química en Hispanoamérica) es una película estadounidense del 2014 dirigida y escrita por David Posamentier y Geogg Moore. La película es protagonizada por Sam Rockwell, Olivia Wilde, Michelle Monaghan y Ray Liotta. Fue estrenada el 14 de marzo de 2014.

## Elenco
- Sam Rockwell como Douglas "Doug" Varney.[2]
- Olivia Wilde como Elizabeth Roberts.[3]
- Michelle Monaghan como Kara Varney.[4]
- Ray Liotta[5] como Jack Roberts.
- Norbert Leo Butz como Agente Andrew Carp.
- Ben Schwartz como Noah.[6][7]
- Ken Howard como Walter Bishop.[6]
- Jane Fonda como ella misma (Cliente de farmacia, narradora).[6]

## Producción
El 25 de febrero de 2010, The Hollywood Reporter informó que Posamentier y Moore colaborarían en su debut como directores, con su propio guion, para Occupant Films. El 7 de enero de 2014, Samuel Goldwyn Films adquirió todos los derechos de distribución de Estados Unidos.

### Elección del elenco
En abril de 2010, Paul Rudd se esperaba que se uniera al elenco para interpretar a Douglas Varney. Sin embargo, el 15 de septiembre de 2010, Jennifer Garner y Jeremy Renner se unieron al elenco para los papeles protagónicos. El 11 de febrero de 2011, Judi Dench y Michelle Monaghan se unieron al elenco.
Luego, el 15 de julio de 2011, Sam Rockwell comenzó las negociaciones con Occupant Films para reemplazar a Renner, que dejó el proyecto debido a problemas con sus horarios. En agosto de 2011, Garner quedó embarazada y esperaba su tercer hijo con Ben Affleck, resultando que la actriz dejara el elenco. Olivia Wilde reemplazó a Garner y fue elegida. Ray Liotta también se unió al elenco el 27 de marzo de 2012 para interpretar al marido de Elizabeth Roberts. El 16 de mayo de 2012, Jane Fonda se unió al elenco de la película como la narradora.

### Filmación
La filmación comenzó en mayo de 2012 en Annapolis, Maryland. La duración de la filmación fue de cinco semanas y tuvo lugar en diferentes ubicaciones.